# ユナイカ・クロフォード
ユナイカ・クロフォード（Yunaika Crawford 1982年11月2日 - ）はキューバのハンマー投選手。 
1998年世界ジュニア陸上選手権に出場、1999年に行われた世界ユース陸上選手権で57.56mを投げて2位になった。2000年世界ジュニア陸上選手権で59.98mを投げて銅メダルを獲得、2003年世界陸上選手権では64.59mで8位、2004年のアテネオリンピックで自己ベストの73.16mを投げて銅メダルを獲得した。
2005年世界陸上選手権、2007年世界陸上選手権、北京オリンピックにも出場したが予選落ちに終わっている。